# Леникорт (Шатойский район)
Леникорт — горная вершина в Шатойском районе Чеченской Республики. Высота над уровнем моря составляет 2010 метров.

## География
Расположена на левом берегу реки Шаро-Аргун. Ближайшие населённые пункты — Дай, Нохчи-Келой и Шаро-Аргун. К юго-западу от Леникорт расположены ближайшие вершины Кирилам (2803 м) и Дай-Лам (2855 м).